# Mildom
Mildom（ミルダム）は、株式会社DouYu Japanにより運営されていた、ゲームを中心とした映像配信スマートフォンアプリ、およびウェブサービス。
DouYu Japanは中国最大のライブストリーミングプラットフォームを持つ闘魚と三井物産によって2019年8月に設立された。
2024年9月1日0時をもってサービスを終了した。

## 概要
ゲームのライブストリーミングを配信コンテンツの中心としており、ゲームのライブ配信を行ったり、視聴者はそれらのライブ配信の他、e-Sportsの大会、関連イベントの生中継などを視聴する事ができる。高画質低遅延の配信を特徴として謳っている。
また、他の配信ポータルと違い初の時給制を導入。当初は応募制で、2019年12月31日までに審査に通ると配信者の報酬として時給500円貰えていた（※1日4時間まで）。2020年2月のL1ランキング実装により、L1ランキングに参加している配信者が配信報酬を受け取っていたが、配信者ランク（後述）の導入により、ランクに応じた配信報酬を受け取る制度に変更された。
配信の告知などが出来るタイムライン機能の他にも動画投稿機能があり、アップロード後に審査を受けてから動画が公開されるようになっている。
JASRAC・NexToneの許諾を受けており、ゲーム内BGMは配信時にゲームタイトルを選択する事で自動的に権利処理を行う。

## 配信方法
PC、PS4/Nintendo Switch/Xbox One等のコンシューマゲームデバイス、iOS端末、Android端末から配信が可能。
カラオケ配信機能も搭載されている。カメラ配信も可能。
15分以上の配信をした場合、配信内容がアーカイブとして自動的に保存されるが、15日間一定数視聴がない場合は削除される。
PC版は、OBS Studioを用いた配信に対応している。

## ランキング制度

### 新配信者ランク
2022年8月1日(月)から、19段階の配信者ランクに沿って、報酬を受け取ることができる新たな配信者ランク制度が導入された。この制度では、「公認配信者」「一般配信者」の区分がなくなり、全配信者が参加する。
毎週月曜00:00〜日曜23:59を1サイクルとし、1サイクル内での配信実績に基づき、2クラス内でランクの入れ替えが行われる。
このランク制度に参加する配信者のランクは2022年7月18日(月)から24日(日)の配信実績に基づいて、アップデートされる。
| ランク                | 絶対必須ランクpt | 1時間あたりの報酬（日本円） |
| --------------------- | ---------------- | --------------------------- |
| Mildom アンバサダー   | 450万            | 5000                        |
| Exstreamer パートナー | 280万            | 3500                        |
| Master パートナー     | 260万            | 3000                        |
| Gold パートナー       | 250万            | 2500                        |
| Silver パートナー     | 240万            | 2000                        |
| Bronze パートナー     | 190万            | 1500                        |
| S1                    | 130万            | 1000                        |
| S2                    | 100万            | 800                         |
| S3                    | 60万             | 400                         |
| A1                    | 40万             | 200                         |
| A2                    | 25万             | 100                         |
| B1                    | 18万             | 50                          |
| B2                    | 12万             | 40                          |
| C1                    | 8万              | 20                          |
| C2                    | 5万              | 10                          |
| C3                    | 3万              | 5                           |
| R1                    | 1万5千           | 3                           |
| R2                    | 4千              | 2                           |
| R3                    | なし             | 1                           |

### 旧配信者ランク
13段階の配信者ランクに沿って、報酬を受け取ることができる制度だった 。
報酬は配信時間15分区切りで計算され、毎週反映される。毎週月曜日00:00～日曜日25:59のサイクルで昇降格が行われる。
参加条件 1:視聴時間900分以上 2:配信時間300分以上 3:配信日数10日以上
| ランク | 1時間あたりの報酬（日本円） |
| ------ | --------------------------- |
| S1     | 1500                        |
| S2     | 1250                        |
| S3     | 1000                        |
| A1     | 800                         |
| A2     | 650                         |
| B1     | 500                         |
| B2     | 400                         |
| C1     | 200                         |
| C2     | 150                         |
| C3     | 100                         |
| D1     | 70                          |
| D2     | 50                          |
| D3     | 30                          |

L1･L2ランキングからの引継ぎについて
配信者ランクの開始時に限り、以下どちらの条件も満たす配信者は、開始時に自動でD3からの参加となる。
- 2020年6月1日（月）からの12月1日（火）までに配信条件をクリアしている
- 2020年10月1日（木）～12月18日（金）までに1度でも配信をしている

L1・L2ランキングにおいて特定の順位の配信者は、特定のランクから参加となる。
- 12月にL1に在籍していた配信者および、12月の結果でL2からL1に昇格した配信者は、B1からスタート

- 12月中にL2で1回以上100位以内に入った配信者は、C2からスタート ※12月の結果でL2からL1に昇格した配信者は除く

公認配信者について
配信実績など、総合的な判断で運営から「公認配信者登録のご案内」が送られる場合がある。
また、公認配信者のみが参加できる6つのClass帯に分かれた常時開催のランキング制度がある。上から「Exstreamer」「Master」「Elite」「Gold」「Silver」「Bronze」となっている。1ヶ月単位で昇降格が行われる。

### 旧ランキング制度
「公認配信者」「L1ランキング」「L2ランキング」のいずれかに参加しており、L1ランキングとL2ランキングでは特定の順位内にランクインすると報酬を受け取る事ができる制度だった。
公認配信者
Mildomと個別に契約を行った配信者で、このステータスを保持したアカウントでは、L1ランキング、L2ランキングのいずれにも参加する事ができない。
L1ランキング
このランキングに参加している配信者は、1日の配信時間に応じて、報酬を受け取る事ができ、ランキング上位に行くことで時間単位の報酬を上げる事ができる。1日最大4時間分の配信時間に対して報酬が発生する。
1ヶ月ごとにランキングは更新され、ランキング終了時に1~3位だった配信者は、翌月公認配信者になる事ができる。(それ以外の順位であったとしても、パフォーマンスによっては公認配信者のオファーを行うことがある。)401位以下で終了した場合、翌月から自動的にL2ランキングへ参加する。
L2ランキング
上記の報酬を受け取る権限を持たない配信者が参加するランキングで、Mildom内で配信を行う事で自動的に参加する。毎月1日から7日間計4回行われ、各週のランキング終了時に100位以内に入賞する事で賞金を受け取る事ができる。
前月のL2ランキングで2回以上上位20位以内に入賞する事で、L1ランキングに昇格し、同時に1日最大4時間分の配信時間報酬を受取る事ができる。

## 公式番組
2020年7月6日以降「MildomTV」という、esports、バラエティ、アナログゲームなど幅広いジャンルの企画を、毎週配信のレギュラー番組や月イチの特番を配信していくことが発表された。

### 放送中の番組
| # | タイトル                              | ゲスト                                       | 配信日     | URL  | 備考 |
| - | ------------------------------------- | -------------------------------------------- | ---------- | ---- | ---- |
| 1 | 激ムズ『Hyper Scape』に挑戦           | けんき                                       | 2020/09/15 | link |      |
| 2 | ねこばたけが最終形態に変身…！？       | ねこばたけ                                   | 2020/09/22 | link |      |
| 3 | 噛み合わない二人                      | ムーニーマン                                 | 2020/09/29 | link |      |
| 4 | 三度目の正直なるか！？果たして結果は… | Mとし                                        | 2020/10/06 | link |      |
| 5 | 借りてきた品川                        | 柏木べるくら、品川庄司・品川                 | 2020/10/13 | link |      |
| 6 | M-1王者の力で視聴者ゲットを目指す回   | とろサーモン・久保田                         | 2020/10/20 | link |      |
| 7 | 台パンとワキ汗とアシスタント争奪戦と  | 三田寺理紗（石田杏奈の代打）サワヤンゲームズ | 2020/10/27 | link |      |
| 8 | ロンドンブーツに捧げる華麗なるプレイ  | トシゾー、ニブンノゴ・森本                   | 2020/11/03 | link |      |
| 9 | （なし）                              | ロバート・山本博、トシゾー                   | 2020/11/10 | link |      |

### 放送が終了した番組
| ＃ | 出演者                                                 | 配信日     | URL  | 備考 |
| -- | ------------------------------------------------------ | ---------- | ---- | --- |
| 1  | 高木美佑、千羽黒乃                                     | 2020/07/06 | link | |
| 2  | トータルテンボス・大村、松本圭世、咲乃もこ             | 2020/07/13 | link | |
| 3  | シソンヌ・じろう、かたつむり・ニュー岡部、天使リリエル | 2020/07/20 | link | |
| 4  | 麻雀警察ひろー、千羽黒乃、咲乃もこ、天使リリエル       | 2020/07/27 | link | Mildomのシステムトラブルの影響で配信が止まるトラブルが頻発。ひろーが警察の格好をしていたため「回線逮捕」とコメントが盛り上がる。後日、完全版として再放送が公開された。               |
| 5  | 今井麻美、歌衣メイカ、魔王マグロナ                     | 2020/08/03 | link | |
| 6  | 蛭子能収、小林未沙、咲乃もこ                           | 2020/08/10 | link | |
| 7  | 青嶋未来、バーチャルゴリラさん、松本圭世               | 2020/08/17 | link | |
| 8  | 三浦祥朗、小花衣ももみ、千羽黒乃                       | 2020/08/24 | link | |
| 9  | 及川奈央、咲乃もこ、今酒ハクノ                         | 2020/08/31 | link | |
| 10 | アール/Aru、小花衣ももみ、板橋ザンギエフ、咲乃もこ     | 2020/09/07 | link | |
| 11 | 小笠原仁、世界のノリヒト（おぐら）さん、鳴神裁         | 2020/09/14 | link | |
| 12 | 野島裕史、武田雛歩、紫電ライジ、日野るるか             | 2020/09/21 | link | |
| 13 | アール/Aru、岡田紗佳、こくじん、おしゅ                 | 2020/09/28 | link | 10月からは月一レギュラー放送となることが発表された。元々1クール（3ヶ月）の予定だったらしいが、評判が良かった（＆毎週ゲストをキャスティングするのが大変）という理由で継続することに。 |

## 開催イベント
サービスを開始してから様々な配信者とのコラボイベントを開催。

### 定期イベント
| #  | 開催日     | 実況配信者 |
| -- | ---------- | --- |
| 1  | 2020/12/14 | |
| 2  | 2020/12/21 | |
| 3  | 2020/12/28 | ドズル/Dozle、ヒカックゲームズ、Gzk ぎぞく、28(ふたば)、V.I.P、おらふくん、わきを、メッス、NottinTV                     |
| 4  | 2021/01/11 | ドズル/Dozle、ヒカックゲームズ、Gzk ぎぞく、28(ふたば)、V.I.P、きおきお、とれいん。、おらふくん、メッス                 |
| 5  | 2021/01/18 | ドズル/Dozle、ヒカックゲームズ、Gzk ぎぞく、28(ふたば)、CLAY、V.I.P、キヌガワ、ビエラ、あゆみん、だんのうら             |
| 6  | 2021/01/25 | ドズル/Dozle、ヒカックゲームズ、Gzk ぎぞく、28(ふたば)、CLAY、V.I.P、柏木べるくら、柚子木しろ、milca/みるか、バブリーナ |
| 7  | 2021/02/01 | ドズル/Dozle、ヒカックゲームズ、Gzk ぎぞく、28(ふたば)、CLAY、V.I.P、きおきお、とれいん。、メッス、米将軍               |
| 8  | 2021/02/08 | ドズル/Dozle、ヒカックゲームズ、Gzk ぎぞく、28(ふたば)、CLAY、V.I.P、おらふくん、とれいん。、メッス、米将軍             |
| 9  | 2021/02/15 | ドズル/Dozle、ヒカックゲームズ、Gzk ぎぞく、28(ふたば)、CLAY、V.I.P、キヌガワ、ビエラ、はっちチャンネル                 |
| 10 | 2021/02/22 | ドズル/Dozle、ヒカックゲームズ、Gzk ぎぞく、28(ふたば)、CLAY、V.I.P、メッス、先端恐怖症、(+2名調整中)                   |

| # | 開催日時                  | 実況配信者 |
| - | ------------------------- | --- |
| 1 | 2021年3月14日(日) 14:00～ | ヒカックゲームズ、令和ちゃんねる、メッス、いくみちゃんねる、執念ボンバー、かけ蕎麦新作、ぽんP、yshi-ワイシ、なつしば、CON コンΨ  |
| 2 | 2021年3月17日(水) 21:00~  | ヒカックゲームズ、KOHALON TOKYO、CON コンΨ、いっぺぇ、令和ちゃんねる、メッス、執念ボンバー、うでぃ、メロンパン、Nイトウ          |
| 3 | 2021年3月21日(日) 14:00～ | ヒカックゲームズ、CON コンΨ、なつしば、いっぺぇ、いくみちゃんねる、執念ボンバー、yshi-ワイシ、ねこにら、かけ蕎麦新作、Gzk ぎぞく |

### 単発イベント
| #  | イベントタイトル                         | 開催日時                                                                                            | 配信タイトル                                              | URL  | 実況配信者 |
| -- | ---------------------------------------- | --------------------------------------------------------------------------------------------------- | --------------------------------------------------------- | ---- | --- |
| 1  | Identity V 第五人格 バトルナイト         | 2020年11月12日(土)17:00～19:00                                                                      | 第五人格                                                  | link | れれいくん |
| 2  | ミラクルダッシュ！                       | 2020年11月12日(木) 21:00～23:00                                                                     | Fall Guys:Ultimate Knockout                               | link | きくざかり、いちほ、ねいん、ガイジ先生 |
| 3  | サモナーズリフトで公認配信者へ挑め！     | 2020年11月13日(金)21:00～23:00                                                                      | League of Legends                                         | link | たかやすぺしゃる、かべお、ごっふぃ、SG_ぽよし、JACKPOT TEEMO |
| 4  | 健全ソロ杯 Apex Legends                  | 2020年11月15日(日)19:00～21:30                                                                      | Apex Legends                                              | link | みったん、柊みゅう |
| 5  | 柚子木しろ DbD バトルナイト              | 2020年11月20日(金)21:00～23:00                                                                      | Dead by Daylight                                          | link | 柚子木しろ |
| 6  | 喧嘩無休爆笑乱闘                         | 2020年11月21日(土)21:00～23:00                                                                      | Gang Beasts                                               | link | カジテツ玉子、軍師ミノル、シンジ、チシャねこ |
| 7  | Dozle Birthday Live                      | 2020年11月21日(土)22:00～                                                                           |                                                           | link | ドズル/Dozle |
| 8  | まがしー祭                               | 2020年11月22日(日)21:00～24:00                                                                      | PUBG MOBILE                                               | link | 実況者まがれつ、れいしー |
| 9  | 吉本軍vsミルダム軍                       | 2020年11月23日(月)～11月27日(金)                                                                    |                                                           | link | 品川ゲームチャンネル、柏木べるくら、柚子木しろ、milca/みるか R藤本ゲームチャンネル、カジテツ玉子、マグロヘッド NMB48あんちゅゲームチャンネル、shomaru7 ダイアンゲームチャンネル、ムーニーマン、チシャねこ ロバート山本ひろしのBATTLE GAMES、ロンドンブーツ1号2号 田村亮、ダイアン 津田、Mとし |
| 10 | 柏木べるくら DbD バトルナイト            | 2020年11月25日(水)22:00～24:00                                                                      | Dead by Daylight                                          | link | 柏木べるくら |
| 11 | クラン売名祭り                           | 2020年11月26日(木)20:00～22:00                                                                      | PUBGmobile                                                | link | F4teゝぐんび君、F4teゝゆめち、F4teゝTɞ"kyy🦀、F4teゝなぎ |
| 12 | Mildom バトルナイト                      | 2020年11月26日(木)20:30                                                                             | Fortnite                                                  | link | Nephrite【ネフライト】 |
| 13 | れべるいち杯                             | 2020年11月27日(金)21:00～23:00                                                                      | 雀魂                                                      | link | おしゅ卍＠れべるいち、のあち@れべるいち、あひるちゃん、春山キングダム しくふく@れべるいち、ディアレッド@れべるいち、一ノ瀬クレハ、リーエ香澄 魔王のらのね@れべるいち、きくざかり、いちほ、ฅおつぴฅ ナノ@れべるいち、ドルジム@れべるいち、chami ໒꒱、黒光の亀                                  |
| 14 | シャニカマ23                             | 2020年11月27日(金)23:00～0:55                                                                       |                                                           | link | カジテツ玉子、マグロヘッド |
| 15 | コトダマチャレンジ                       | 2020年11月28日(土)20:00～                                                                           | 共闘ことばRPG コトダマン                                  | link | なうしろ、青木佑磨、ナメカタAP、ユズハ、姐御、孤高 |
| 16 | 景井ひなの荒野行動バトルナイト           | 2020年11月29日(日)19:00～22:00                                                                      | 荒野行動                                                  | link | 景井ひな |
| 17 | 四角い男達が協力必須ゲームに挑む         | 2020年11月29日(日)21:00～23:00                                                                      | Death Squared                                             | link | くろねこ氏、実況者まがれつ、GzK ぎぞく、Bosna ボスナ |
| 18 | VALORANT FIRST STRIKE                    | 2020年12月3日（木）14:30 2020年12月4日（金）14:30 2020年12月5日（土）14:30 2020年12月6日（日）12:00 | VALORANT                                                  | link | hNt、きたば、ROC MillionMillion、 |
| 19 | ビボルバギンズ×るかぴ コラボイベント     | 2020年12月4日(金)21:00～23:00                                                                       | PUBG Mobile                                               | link | ビボルバキンズ、るかぴ |
| 20 | APEX FRONTIER                            | 2020年12月5日(土)21:00～23:30                                                                       | Apex Legends                                              | link | TIE Ru、SoVault、はつめ |
| 21 | VALORANT タイムズ                        | 2020年12月7日(月)20:00～                                                                            | VALORANT                                                  | link | 岸大河、Yukishiro、XQQ、Takej |
| 22 | ムニとしパニック                         | 2020年12月12日(土)20:00～22:00                                                                      | Pummel Party                                              | link | Mとし、ムーニーマン |
| 23 | Space Werewolf                           | 2020年12月14日(月)22;00～24:00                                                                      | Among Us                                                  | link | カジテツ玉子、マグロヘッド、軍師ミノル、チシャねこ、シンジ、実況者まがれつ、れいしー |
| 24 | 第2回サバイバル人狼 デッドオアアライブ   | 2020年12月15日(火)20:00～22:00                                                                      | Project Winter                                            | link | プテラたかはし、プリコ、Mとし、チシャねこ、くろねこ氏、なるお、ぐんび君、金デヴ |
| 25 | 爆発 危機一髪！                          | 2020年12月16日(水)21:00～23:00                                                                      | 完全爆弾解除マニュアル： Keep Talking and Nobody Explodes | link | 軍師ミノル、カジテツ玉子 |
| 26 | ネフライトを倒せば1万円                  | 2020年12月17日(木)19:00～                                                                           | Fortnite                                                  | link | Nephrite |
| 27 | 柏木べるくら DbD バトルナイト            | 2020年12月17日(木)22:00～24:00                                                                      | Dead by Daylight                                          | link | 柏木べるくら |
| 28 | 第五人格WEEKEND                          | 2020年12月18日(金)17:00～ 2020年12月19日(土)17:00～                                                 | 第五人格                                                  | link | プリコ、かてぃ、逃さずの石橋、たくとげーむず、ぬいじょ ピアソン(唯)、なおやゲームズ、まんさや、のぴ |
| 29 | うみくんによる一夜限りのクリスマスライブ | 2020年12月24日(木)20:00～21:30                                                                      |                                                           | link | うみくん(Umi Kun) |
| 30 | X'mas リア充撲滅コロシアム               | 2020年12月25日(金)20:30〜                                                                           | Clash Royale                                              | link | HANExHANE、ぼんじゅうる、きおきお、焼き鳥、ライキジョーンズ |
| 31 | Apex Legends バトルナイト                | 2021年1月7日(木)20:00～ 2021年1月14日(木)20:00～ 2021年1月21日(木)20:00～ 2021年1月28日(木)20:00～  | Apex Legends                                              | link | けんき |
| 32 | キルしたら50万コイン！？                 | 2021年1月9日(土)19:00～                                                                             | Fortnite                                                  | link | HIKAKIN 【ヒカキン】、Nephrite【ネフライト】、はむっぴ |
| 33 | Space Werewolf                           | 2021年1月10日(日)20:00～22:00                                                                       | Among Us                                                  | link | ねこばたけ、くろねこ氏、シンジ、眠りのたくま、しんたろー、金デヴ、プテラたかはし、F4teゝぐんび君、なるお＠無職 |
| 34 | 第五人格 シンデレラ戦                    | 2021年1月14日(木)17:00～19:00                                                                       | シンデレラ戦                                              | link | プリコ、しょうぐん |
| 35 | Apex Legends Battle                      | 2021年1月15日(金)19:00～21:00                                                                       | Apex Legends                                              | link | りーのすけ、のあち、きくざかり |
| 36 | ムニとしパニック                         | 2021年1月16日(土)20:00～22:00                                                                       | SUPER DRINK BROS.                                         | link | Mとし、ムーニーマン |
| 37 | そっしーの大運動会                       | 2021年1月17日(日)20:00～                                                                            | Pro Gymnast                                               | link | そっしーの開拓地 |
| 38 | 疑心、暗鬼を生ず。                       | 2021年1月17日(日)22:00～24:00                                                                       | Deceit                                                    | link | 軍師ミノル、くろねこ氏、プテラたかはし、なるお＠無職、ねこばたけ、しんたろー |

## タイアップキャンペーン
サービスを開始してから様々なゲームとのタイアップキャンペーンを実施。
| #  | イベントタイトル                               | 開催日時                              | 配信タイトル                                           | URL  |
| -- | ---------------------------------------------- | ------------------------------------- | ------------------------------------------------------ | ---- |
| 1  | 配信視聴クエスト                               | 2020年11月27日(金)～12月20日(日)      | 魔界戦記ディスガイアRPG                                | link |
| 2  | 配信視聴クエスト                               | 2020年12月10日(木)～12月23日(水)      | 幻想神域2 -AURA KINGDOM-                               | link |
| 3  | 配信視聴クエスト                               | 2020年12月11日(金)～12月24日(木)      | ブロスタ                                               | link |
| 4  | 配信視聴クエスト                               | 2020年12月14日(月)～12月27日(日)      | 荒野行動                                               | link |
| 5  | 配信視聴クエスト                               | 2020年12月14日(月)～12月27日(日)      | モバイル·レジェンド: Bang Bang                         | link |
| 6  | 配信視聴クエスト                               | 2020年12月14日(月)～2021年1月22日(金) | ロードモバイル                                         | link |
| 7  | 配信視聴クエスト                               | 2020年12月15日(火)～2021年1月2日(土)  | 脱獄ごっこ                                             | link |
| 8  | 配信視聴クエスト                               | 2020年12月16日(水)～12月29日(火)      | 黒い砂漠                                               | link |
| 9  | 配信視聴クエスト                               | 2020年12月16日(水)～2021年1月5日(火)  | Ash Tale（アッシュテイル）-風の大陸-                   | link |
| 10 | 視聴者も参加してギャングクレジットを奪い合え！ | 2020年12月17日(木)21:00～             | A.I.M.$ - All you need Is Money -                      | link |
| 11 | 配信者ランキング                               | 2020年12月17日(木)～12月27日(日)      | A.I.M.$ - All you need Is Money -                      | link |
| 12 | 配信視聴クエスト                               | 2020年12月17日(木)～12月30日(水)      | A.I.M.$ - All you need Is Money - デビル メイ クライ 5 | link |
| 13 | 配信者ランキング                               | 2020年12月17日(木)～12月30日(水)      | #コンパス 【戦闘摂理解析システム】                     | link |
| 14 | 配信視聴クエスト                               | 2020年12月17日(木)～12月30日(水)      | #コンパス 【戦闘摂理解析システム】                     | link |
| 15 | 配信視聴クエスト                               | 2020年12月17日(木)～12月30日(水)      | #コンパス 【戦闘摂理解析システム】                     | link |
| 16 | ミルダムアイコンもらえる！                     | 2020年12月17日(木)～12月30日(水)      | #コンパス 【戦闘摂理解析システム】                     | link |
| 17 | ミルダムコトダマンチャレンジ！                 | 2020年12月17日(木)～12月30日(水)      | 共闘ことばRPG コトダマン                               | link |
| 18 | 配信視聴クエスト                               | 2020年12月17日(木)～12月31日(木)      | ロストディケイド                                       | link |
| 19 | 配信視聴クエスト                               | 2020年12月17日(木)～12月31日(木)      | ヴァンガード ZERO                                      | link |
| 20 | ミルダム3大イベント                            | 2020年12月17日(木)～2021年1月3日(日)  | Call of Duty                                           | link |
| 21 | 配信視聴クエスト                               | 2020年12月18日(金)～12月31日(木)      | クラッシュ・オブ・クラン                               | link |
| 22 | 配信視聴クエスト                               | 2020年12月18日(金)～12月31日(木)      | クラッシュ・ロワイヤル (Clash Royale)                  | link |
| 23 | 配信視聴クエスト                               | 2020年12月18日(金)～12月31日(木)      | 雀魂 -じゃんたま-                                      | link |
| 24 | 配信視聴クエスト                               | 2020年12月18日(金)～2021年1月7日(木)  | デュエル・マスターズ プレイス                          | link |
| 25 | 配信視聴クエスト                               | 2020年12月18日(金)～2021年1月7日(木)  | IdentityⅤ 第五人格                                     | link |
| 26 | 配信視聴クエスト                               | 2020年12月19日(土)～12月31日(木)      | チームファイト タクティクス                            | link |
| 27 | 配信視聴クエスト                               | 2020年12月19日(土)～12月31日(木)      | リーグ・オブ・レジェンド：ワイルドリフト               | link |
| 28 | 配信視聴クエスト                               | 2020年12月19日(土)～2021年1月2日(土)  | レジェンド・オブ・ルーンテラ                           | link |
| 29 | 配信視聴クエスト                               | 2020年12月1日(火)～12月14日(月)       | クラッシュ・ロワイヤル (Clash Royale)                  | link |
| 30 | 配信視聴クエスト                               | 2020年12月4日(金)～12月16日(水)       | A.I.M.$ - All you need Is Money -                      | link |
| 31 | 配信視聴クエスト                               | 2021年1月1日(金)～1月10日(日)         | 戦闘摂理解析システム                                   | link |

## 問題点

### Cygamesのゲーム配信禁止
2020年3月13日、株式会社Cygamesは、自社が提供するゲームタイトルに関する利用許諾が正式になされぬままコンテンツが投稿されている問題が確認されたとして、グランブルーファンタジーなど6タイトルの投稿・配信を禁止することを発表した。2021年2月にリリースされたウマ娘 プリティーダービーも禁止対象であるため、注意が必要である。ただし、アイドルマスター シンデレラガールズ スターライトステージなど、配信元がCygamesではない作品は投稿・配信禁止の対象外となっている。

### 任天堂のゲーム配信禁止
2020年08月03日、任天堂株式会社との利用許諾契約の締結に至らなかったため、8月20日より任天堂が著作権を持つゲームのプレイ動画の投稿・配信を禁止することを発表した。
本来、任天堂はゲーム動画投稿について個人向けのガイドラインを公表しており、ガイドラインを守った上であれば許諾不要で動画の投稿、加えて指定の投稿サイトでの収益化が可能である。
加えて、任天堂と各法人の間で別途契約を結ぶことで、法人所属タレントなどの動画投稿と収益化も可能とされている。
また、収益化に関しては任天堂と配信サイトの間で契約が結ばれることで可能となり、随時対応サイトは追加されている。現在許諾されているのはニコニコ動画、YouTube等の8サイトである。
2023年3月1日、包括的許諾契約を締結し、任天堂のゲーム著作物を利用した配信と「ライブ収益」による収益化が可能となったことを公表した。

### 新機能が賭博の疑い
2020年7月に新機能として公開された「えらんでみるだむ」が、賭博法および風営法に抵触する可能性が問題視されている。
これに対し、Mildom側は「法的には問題ない」と回答している。
一方で国際カジノ研究所の木曽崇は、「えらんでみるだむ」は賭博が成立していると見解を出した。